# La Barre-de-Monts
 La Barre-de-Monts  es una población y comuna francesa, en la región de Países del Loira, departamento de Vendée, en el distrito de Les Sables-d'Olonne y cantón de Saint-Jean-de-Monts.

## Demografía
| 1750 | 1789 | 1674 | 1701 | 1727 | 1810 |
| Para los censos de 1962 a 1999 la población legal corresponde a la población sin duplicidades (Fuente: INSEE [Consultar]) |      |      |      |      |      |